# Magic Ball
A Magic Ball című dal a svéd származású Leila K kislemeze, mely albumon nem jelent meg, csupán 7 és 12-es lemezeken adták ki. A dal nem volt különösebb siker, hazájában a 30. helyig jutott a slágerlistán.
A remixeket Denniz Pop, Gordon Grap, Lars McLachlan, Robert Åhlin készítették.

## Megjelenések
7" Svédország  Telegram T 24
- Magic Ball (Jam Lab & Gordon Re-Mix) - 3:26
- Magic Ball (Denniz Pop Re-Mix)- 3:53